# Tullio Martello
Tullio Martello (Vicenza, 13 de marzo de 1841 - Bolonia, 10 de febrero de 1918) fue un economista y profesor universitario italiano que participó en la Expedición de los Mil.

## Obras
- Storia della Internazionale dalla sua origine al Congresso dell'Aja (en italiano). Padua: Salmin. 1873.
- La moneta e gli errori che corrono intorno ad essa (en italiano). Florencia: Successori Le Monnier. 1883.

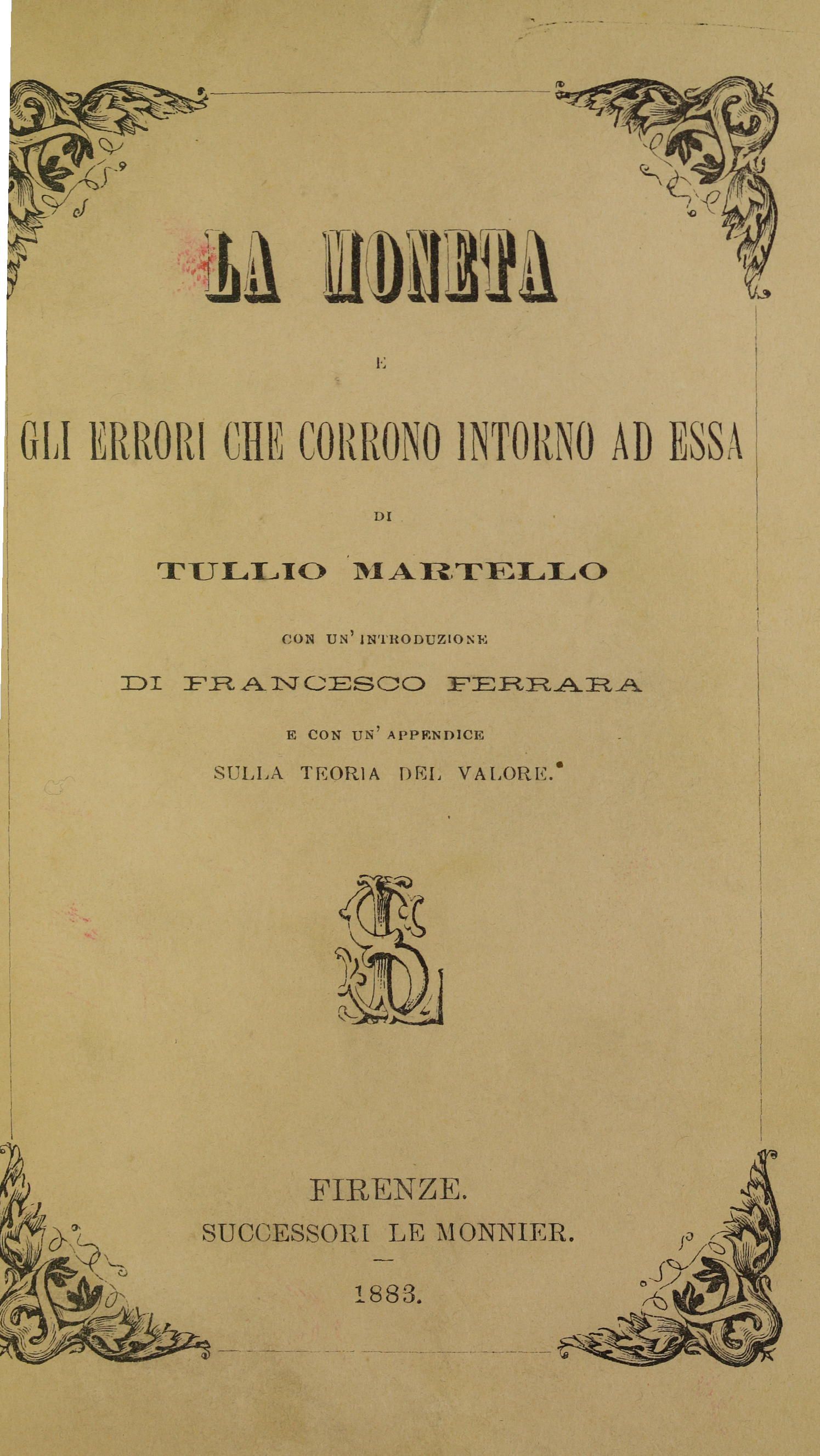
La moneta, 1883